# نهائي كأس السوبر السعودي 2023
نهائي كأس السوبر السعودي 2023 (المعروف أيضا كما كان نهائي كأس السوبر السعودي الدرعية لأسباب تتعلق بالرعاية) هو النسخة العاشرة من كأس السوبر السعودي. تم لعب النهائي في 11 أبريل 2024 في ملعب محمد بن زايد، أبو ظبي,بين الاتحاد والهلال.